# Harstad
Harstad je značajan grad u Norveškoj. Grad je u okviru pokrajine Sjeverne Norveške i drugi je po veličini i značaju grad okruga Tromsa.

## Prirodni uvjeti
Grad Harstad se nalazi u sjevernom djelu Norveške. Od glavnog grada Osla je udaljen 1400 kilometara sjeverno.
Harstad se nalazi na sjeverozapadnoj obali Skandinavskog poluotoka, u povijesnoj oblasti Hologalandu. Grad je tradicionalno središte oblasti Vesterålen i Lofotski otoci, najvećeg u okviru Norveške. Grad se razvio na istoku otočja Hinnøya, uz Vogski fjord, zaljev Sjevernog mora. Nadmorska visina grada ide od 0 do 120 m.

## Povijest
Prvi tragovi naseljavanja na mjestu današnjeg Harstada javljaju se u doba prapovijesti. Ovdje je podignuta i najstarija crkva u sjevernom djelu Norveške, jedina iz vremena srednjeg vijeka. Postupno se tu javilo naselje pomoraca i ribara, koje se polako razvijalo.
Razvoj je ubrzan početkom 20. stoljeću, pošto je Harstad dobio gradska prava 1904. godine.
Tijekom petogodišnje okupacije Norveške  (1940-45.) od strane Trećeg Reicha Harstad i njegovo stanovništvo nisu značajnije stradali.

## Stanovništvo
Danas Harstad s predgrađima ima blizu 25 tisuća stanovnika. Posljednjih godina broj stanovnika u gradu brzo raste.

## Gospodarstvo
Harstadsko gospodarstvo zasniva se na pomorstvu i ribolovu. U posljednjim godinama porasla je važnost turizma, trgovine, poslovanja i usluga.

## Gradovi prijatelji
- Helsingør, Danska
- Kirovsk, Rusija
- Umeå, Švedska
- Vaasa, Finska

## Galerija
- Pješačka cesta
- Dom kulture
- Trondeneska crkva, najstarija u sjevernoj Norveškoj
- Visoka Škola
- Harstad u veljači 2005. godine

## Vanjske poveznice
- Službena stranica grada